# Liste de scandales politiques sous la monarchie de Juillet
 (février 2024).
La mise en forme du texte ne suit pas les recommandations de Wikipédia : il faut le « wikifier ».
Les points d'amélioration suivants sont les cas les plus fréquents. Le détail des points à revoir est peut-être précisé sur la page de discussion.
- Les titres sont pré-formatés par le logiciel. Ils ne sont ni en capitales, ni en gras.
- Le texte ne doit pas être écrit en capitales (les noms de famille non plus), ni en gras, ni en italique, ni en « petit »…
- Le gras n'est utilisé que pour surligner le titre de l'article dans l'introduction, une seule fois.
- L'italique est rarement utilisé : mots en langue étrangère, titres d'œuvres, noms de bateaux, etc.
- Les citations ne sont pas en italique mais en corps de texte normal. Elles sont entourées par des guillemets français : « et ».
- Les listes à puces sont à éviter, des paragraphes rédigés étant largement préférés. Les tableaux sont à réserver à la présentation de données structurées (résultats, etc.).
- Les appels de note de bas de page (petits chiffres en exposant, introduits par l'outil «  Source ») sont à placer entre la fin de phrase et le point final[comme ça].
- Les liens internes (vers d'autres articles de Wikipédia) sont à choisir avec parcimonie. Créez des liens vers des articles approfondissant le sujet. Les termes génériques sans rapport avec le sujet sont à éviter, ainsi que les répétitions de liens vers un même terme.
- Les liens externes sont à placer uniquement dans une section « Liens externes », à la fin de l'article. Ces liens sont à choisir avec parcimonie suivant les règles définies. Si un lien sert de source à l'article, son insertion dans le texte est à faire par les notes de bas de page.
- La présentation des références doit suivre les conventions bibliographiques. Il est recommandé d'utiliser les modèles {{Ouvrage}}, {{Chapitre}}, {{Article}}, {{Lien web}} et/ou {{Bibliographie}}. Le mode d'édition visuel peut mettre en forme automatiquement les références.
- Insérer une infobox (cadre d'informations à droite) n'est pas obligatoire pour parachever la mise en page.

Pour une aide détaillée, merci de consulter Aide:Wikification.
Si vous pensez que ces points ont été résolus, vous pouvez retirer ce bandeau et améliorer la mise en forme d'un autre article.
 (février 2024).
Si vous disposez d'ouvrages ou d'articles de référence ou si vous connaissez des sites web de qualité traitant du thème abordé ici, merci de compléter l'article en donnant les références utiles à sa vérifiabilité et en les liant à la section « Notes et références ».
Cet article contient une liste de scandales sous la monarchie de Juillet.
Plusieurs faits divers impliquant des personnages en vue se succédent sous la monarchie de Juillet et contribuent à la discréditer, particulièrement dans ses dernières années. Ils l'affaiblissent, au point sans doute d'accélérer sa chute.
- 1830 : 
  - mort mystérieuse du prince de Condé. Le dernier prince de Condé, retrouvé pendu à l'espagnolette de la fenêtre de sa chambre au château de Saint-Leu. Le roi Louis-Philippe Ier et la reine Marie-Amélie sont accusés sans preuve par les légitimistes de l'avoir fait assassiner pour permettre à leur fils, le duc d'Aumale, institué son légataire universel, de mettre la main sur son immense fortune[1].
  - affaire des fusils Gisquet. Au milieu des menaces et des préparatifs de guerre européenne (Révolution belge, Insurrection polonaise, divers mouvements libéraux en Allemagne) , Henri Gisquet, ancien associé dans sa maison de banque de Casimir Perier (ministre, futur Président du Conseil), fut chargé par le gouvernement de l'achat de 300 000 fusils et parvint à négocier l'acquisition de 566 000 armes de provenance anglaise. La presse de l'opposition dirigea à ce propos contre le commissionnaire et les ministres de graves accusations. La Tribune, journal républicain, posa cette question : « N'est-il pas vrai que, dans les marchés de fusils et de draps, M. Casimir Perier et le maréchal Soult ont reçu chacun un pot-de-vin qui serait d'un million ? » Un autre journal, La Révolution, répéta la question. Tous deux furent saisis et leurs directeurs traduits devant la cour d'assises. L'instruction établit que Gisquet avait traité l'affaire pour son propre compte, qu'il avait payé très cher des fusils défectueux, et qu'une partie de ces armes, refusées par le maréchal Gérard (ministre de la Guerre jusqu'au 17 novembre 1830), avaient été acceptées par son successeur, le maréchal Soult. Le rédacteur de La Tribune, Armand Marrast, fut condamné le 29 octobre 1831 à 6 mois de prison, 3 000 francs d'amende et 25 francs de dommages-intérêts.
- mai 1846 : évasion de Louis-Napoléon Bonaparte du fort de Ham. Condamné à la perpétuité à cause de sa 2e tentative de putsch, incarcéré au fort depuis 1840, il s'enfuit en Belgique puis en Angleterre[2].
- 12 mars 1847 : mort du ministre de la Justice, Nicolas Martin du Nord, officiellement d'une attaque d'apoplexie. Une ordonnance lui avait retiré son ministère le 15 janvier pour « raisons de santé ». Selon la rumeur publique, il s'agit en fait d'un suicide, plusieurs causes étant colportées : de nombreuses malversations impliquant des pairs, des députés, des fonctionnaires ; une affaire de mœurs impliquant des fillettes de dix à douze ans (selon les Carnets de Pierre-Joseph Proudhon) ; sa fréquentation d'une « maison interlope » où il aurait eu des relations homosexuelles (on lui prête notamment Henri-Clément Sanson, bourreau de l'époque, comme amant et protégé)[3].
- juillet 1847 : affaire Teste-Cubières. Deux anciens ministres et pairs de France sont jugés par la Cour des Pairs. Le général Despans-Cubières, précédemment ministre de la Guerre, s'étant lancé dans les affaires depuis peu, avait versé en 1843 un pot-de-vin de 100 000 francs au ministre des Travaux publics d'alors, Teste, pour obtenir le renouvellement de la concession de la mine de sel de Gouhenans. Tous deux, ainsi que le concessionnaire en titre Parmentier, sont condamnés : Despans-Cubières et Parmentier à la dégradation civique et à 10 000 francs d'amende, Teste à 94 000 francs d'amende (la totalité des pots-de-vin reçus) et à trois ans de prison ferme.
- août 1847 : suicide par empoisonnement à l'arsenic du duc de Choiseul-Praslin. Emprisonné depuis quelques jours pour le meurtre de sa femme, la fille unique du maréchal Sébastiani, qu'il trompait avec la gouvernante de leurs enfants, il avait été menacé par son beau-père d'une séparation de corps et de biens si sa liaison adultère, connue du tout Paris, continuait. Ce rebondissement d'un fait divers tragique éclabousse cette fois l'aristocratie, autre pilier important du régime, après les scandales touchant la magistrature et l'armée. Le suicide, selon l'opinion publique, avait été facilité pour éviter la guillotine à un pair de France[4].
- décembre 1847 : arnaque pour l'obtention d'un poste de haut fonctionnaire. Henry, un postulant naïf à un poste de contrôleur des Contributions, s'était vu imposer l'achat d'une autre place à la Cour des Comptes (pour quelqu'un d'autre et au tarif de 20 000 francs). Réclamant ce qu'il n'obtient pas, il exige des explications en faisant des "vagues" qui atteignent le Garde des Sceaux, Hébert, successeur de Martin du Nord. La "transaction" semble avoir été approuvée par Guizot lui-même, afin de récompenser un général, Bertin, fidèle au régime et actionnaire important du Journal des débats.